# Ácido etilendiaminotetraacético
El ácido etilendiaminotetraacético, también denominado EDTA o con menor frecuencia AEDT, es una sustancia utilizada como agente quelante que puede crear complejos con un metal que tenga una estructura de coordinación octaédrica. Coordina a metales pesados de forma reversible por cuatro posiciones acetato y dos amino, lo que lo convierte en un ligando hexadentado, y el más importante de los ligandos quelatos. Fue sintetizado por primera vez en 1935 por Ferdinand Münz.

## Importancia biomédica
El EDTA y sus derivados tienen la valiosa propiedad química de combinarse con iones metálicos polivalentes en solución para formar complejos coordinados cíclicos no iónicos, solubles en agua y virtualmente no disociables. A estos complejos se les conoce como quelatos.
Además, la capacidad quelante del EDTA se aprovecha en laboratorios bioquímicos y biotecnológicos para desactivar las metaloproteínas (pues estas no pueden actuar sin el ion metálico que sirve de centro catalítico), ya sea bien para estudiar la cinética de estas enzimas, o bien para desactivarlas para no dañar el ADN (nucleasas), las proteínas o los polisacáridos de una disolución.

## Importancia química

### Valoración de complejos
EDTA, ácido etilendiaminotetraacético, tiene cuatro carboxilos y dos grupos amino; grupos que pueden actuar como donantes de pares electrones, o bases de Lewis. La capacidad de EDTA para potencialmente donar sus seis pares de electrones para la formación de enlaces covalentes coordinados a cationes metálicos hace al EDTA un ligando hexadentado. Sin embargo, en la práctica EDTA suele estar parcialmente ionizado, y, por tanto, formar menos de seis enlaces covalentes coordinados con cationes metálicos.
El disodio EDTA se utiliza comúnmente para estandarizar las soluciones acuosas de cationes de metales de transición. Teniendo en cuenta que la forma abreviada de Na4-xHxY se puede utilizar para representar a cualquier especie de EDTA, con la designación de x número de protones ácidos enlazados a la molécula de EDTA.
EDTA forma un complejo octaédrico con la mayoría de cationes metálicos 2+, M2+, en solución acuosa. La razón principal de que el EDTA se utiliza de manera amplia en la normalización de los cationes metálicos de soluciones es que la constante de formación para la mayoría de complejos cationes metálicos con EDTA es muy alta, lo que significa que el equilibrio de la reacción:
M2+ + H4Y → MH2Y + 2H+
se encuentra ahora a la derecha. Llevar a cabo la reacción en una solución tampón básico elimina H+ , cuando este se forma, lo que también favorece la formación de los complejos de EDTA con cationes metálicos como producto de la reacción. Para la mayoría de los propósitos se puede considerar que la formación de los complejos EDTA con cationes metálicos es completa, y esta es la principal razón por el cual el EDTA se utiliza en valoraciones/estandarizaciones de este tipo [1].

## Farmacología
El EDTA y sus sales sódicas derivadas se utilizan para precipitar metales pesados tóxicos de manera que puedan ser excretados por la orina. La fijación de plomo, cadmio, níquel por el EDTA, muestra una relación favorable en el cuerpo humano, sin embargo, la unión a cobre, hierro y cobalto no es tan fuerte.
Para ser útil, el EDTA y cualquier otro agente quelante, deben tener un grado determinado de pH para que su actividad fijadora para cada metal sea óptima. EDTA concretamente, actúa en un estrecho margen de pH, dentro del cual se encuentran el pH de la sangre y de los líquidos tisulares de forma que el EDTA puede actuar óptimamente dentro del cuerpo humano.

## Farmacocinética y modo de acción

Quelato metal-EDTA

El EDTA puede ser aplicado intravenosa o tópicamente. Se puede dar oralmente y su absorción en la vía digestiva es buena, aunque se prefiera administrar de forma intravenosa en virtud de ser más eficaz para aumentar la tasa de excreción urinaria de los quelatos.
Tras la administración, el fármaco se absorbe y después de 6 horas puede detectarse en orina de un 60 a un 90% de la cantidad administrada. A las 25 horas puede recuperarse hasta un 99%. El resto aparece en las heces.
Los efectos farmacológicos del EDTA resultan de la formación de quelatos con metales divalentes y trivalentes en el cuerpo. En la forma de edetato de calcio disódico se aplica para quelar metales con gran afinidad al quelante más que al calcio iónico.
Es de gran utilidad para quelar el plomo que se encuentra en hueso. En sangre, el fármaco puede encontrarse en plasma y debido a que se excreta por vía urinaria, el paciente debe ser evaluado cuidadosamente y certificar que tiene una función renal adecuada. Se ha detectado un pequeño porcentaje en el fluido espinal.

## Toxicidad
La toxicidad del EDTA no es frecuente si se utilizan dosis y protocolos de aplicación bien establecidos. Y en dosis por igual o menor a 2 g diluidos en 450 mL de Solución fisiológica 1 vez por semana, es sumamente raro observar efectos adversos. Sobre todo cuando se utiliza como monoterapia (no se añaden otros principios activos, nutrientes u otros agentes quelantes).

## Derivados del EDTA
Entre los derivados del EDTA se encuentran el ácido hidroxietiletilendiaminotriacético (HEDTA), el ácido dihidroxietiletilendiaminodiacético, el ácido dietilentriaminopentaacético (DTPA), el ácido trietilentetraminohexaacético (TTHA) y el etilendiaminotetraacetato de calcio y disodio (CaNa2EDTA, también llamado calcio disodio EDTA). El uso en niños del CaNa2EDTA para el tratamiento de la encefalopatía por plomo ha dado buenos resultados. Es bueno destacar que este último compuesto también es usado como aditivo en algunos alimentos como las margarinas tipo suave y las mayonesas industriales.

## Indicaciones terapéuticas

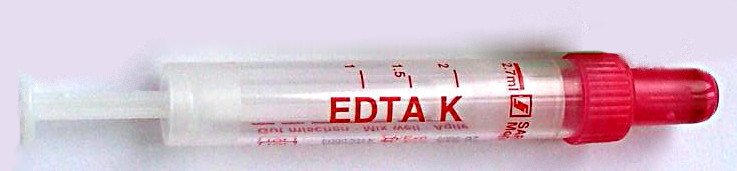
Ampolleta de EDTA

EL EDTA es muy utilizado para quelación del plomo en la intoxicación por este metal. Regularmente se utiliza en la forma de CaNa2EDTA porque el EDTA sódico, cuando se utiliza solo, puede causar tetania por hipocalcemia.
En Odontología, el EDTA se utiliza como ensanchador químico en Endodoncia, ampliamente difundido entre las soluciones utilizadas con mayor frecuencia para la irrigación y aprovechando su propiedad de quelante, capta el Calcio de los tejidos dentarios. También puede ser combinado con Cetrimide para formar EDTAC (se agrega a la composición un bromuro cuaternario amoniado, para reducir la tensión superficial y así favorecer la penetración) logrando remover el barrillo dentinario o smear layer.
En la industria de alimentos tiene utilidad para evitar la reacción de pardeamiento enzimático , ya que este es un potente agente quelante del cobre, sustrato de la Enzíma Polifenoloxidasa (PPO) responsable de la aparición de color en vegetales y frutas. Sin embargo posee mayor efectividad cuando se le utiliza en combinación de ácido ascórbico o ácido cítrico.
También existen aplicaciones en la industria agrícola. Este compuesto está presente en productos agrícolas que contribuyen a la eficacia de herbicidas, insecticidas, entre otros. Se utiliza EDTA en acondicionadores de agua y acidificantes para corregir la dureza del agua o la mezcla.